# 瓦蓋區
57°56′05″N 69°00′49″E / 57.93472°N 69.01361°E
瓦蓋區（俄语：Вагайский район），是俄羅斯的一個區，位於該國南部，由秋明州負責管轄，面積約18,400平方公里，2010年該區人口22,539，人口密度為每平方公里1.22人。